# Коли козаки плачуть
«Коли козаки плачуть» — радянський короткометражний художній фільм 1963 року, за мотивами «Донських оповідань» Михайла Шолохова. Перша і єдина режисерська робота актора Євгена Моргунова.

## Сюжет
В основі сюжету одне з ранніх оповідань М. Шолохова «Про Колчака, кропиву та інше». Середина 1920-х років. У рідний хутір з міста повертається активістка Настя. З подивом слухають сельчанки її розповідь про новий побут, що прийшов на зміну звичному патріархальному життю. На початку козаки тільки посміювалися, але потім стали помічати, що з кожним днем у них залишається все менше влади у власному будинку. А незабаром їх дружини остаточно збунтувалися і перебралися на іншу сторону Дону в колишні панські стайні. Старі рубаки, які не звикли до повсякденної жіночої роботи, які не вміють прати і готувати, послали до втікачок парламентера. Ті оцінили його промову недостатньо поважною і відшмагали невдалого посланця кропивою.

## У ролях
- Емма Цесарська —  Дар'я
- Ірина Мурзаєва —  Парасковія
- Зоя Василькова —  Уляна
- Тетяна Забродіна —  Дуняша
- А. Андрєєва —  Настя
- Олександр Гречаний —  Федот Пантелійович  (озвучує  Юрій Саранцев)
- Микола Горлов —  Стешко
- Георгій Светлані —  Сашко
- Володимир Ємельянов —  суддя
- Інга Будкевич —  тітка Марина
- Віктор Маркін —  Прокіп
- Елеонора Шашкова — епізод
- Анатолій Алексєєв — епізод
- Володимир Тягушев — епізод
- Карина Шмаринова —  молода козачка
- Катерина Крупенникова — епізод

## Знімальна група
- Автор сценарію і режисер-постановник:  Євген Моргунов
- Оператори:  Леонід Косматов,  Ігор Лукшин, Олександр Панасюк
- Художник:  Володимир Камський
- Композитор:  Іван Дзержинський
- Костюми: В. Кочеткова
- Звукооператори:  Борис Венгеровський, В. Ішунінов, Б. Костельцев
- Редактор: О. Хомяков
- Текст пісень:  Леонід Куксо
- Монтаж: Т. Бурмістрова
- Директора картини: М. Сліозберг, С. Чепур